# آوانتاژ (فیلم)
آوانتاژ فیلمی ایرانی در ژانر مستند اجتماعی به کارگردانی و تهیه‌کنندگی محمد کارت، محصول سال ۱۳۹۶ است. این مستند از  آثار تحسین شده سینمای مستند ایران در سالهای اخیر است که جوایز زیادی را از آن خود کرده و به لحاظ تاثیر اجتماعی نیز با توجه به سوژه و موضوع خود که بهبودی از بیماری اعتیاد است توانسته بازخورد مثبت گسترده‌ای را به سمت خود جلب کند. مستند سینمایی آوانتاژ از آثار برتر حوزه اعتیاد و مواد مخدر در این سالهاست که هم‌اکنون چند سالی‌ست، تماشای آن به عنوان طی روند درمانی در اغلب کمپهای ترک اعتیاد سراسر کشور برای بیماران استفاده می‌شود.

## خلاصه داستان
روایتی از زندگی تعدادی کارتن خواب رو به بهبود، که مسیر تلاش برای بهتر زندگی کردن را طی می‌کنند. آن‌ها همه برخاسته از گورند…

## جوایز و نامزدی‌ها
- منتخب شصمین دوره فستیوال بین‌المللی لایپزیک آلمان
- برنده تندیس بهترین کارگردانی فیلم‌های بلند از دهمین جشنواره بین‌المللی سینماحقیقت[۱]
- برنده تندیس بهترین موسیقی از دهمین جشنواره بین‌المللی سینماحقیقت[۱]
- برنده تندیس بهترین صدا از دهمین جشنواره بین‌المللی سینماحقیقت[۱]
- نامزد بهترین تدوین از دهمین جشنواره بین‌المللی سینما حقیقت[۱].
- برنده تندیس بهترین فیلم بخش بین‌الملل ششمین جشنواره فیلم شهر
- برنده تندیس ویژه هیئت داوران بخش بین‌الملل ششمین جشنواره فیلم شهر
- برنده تندیس بهترین کارگردانی از دومین جشنواره فیلم سلامت
- برنده تندیس بهترین فیلم از نگاه ورزش و اعتیاد یازدهمین جشنواره فیلمهای ورزشی ایران
- نامزد دریافت سیمرغ بلورین بهترین فیلم و بهترین کارگردانی سی و پنجمین جشنواره فیلم فجر
- نامزد بهترین فیلم از شانزدهمین جشن سینمایی حافظ
- نامزد بهترین فیلم مستند سال از هفدهمین جشن بزرگ سینمای ایران
- نامزد چهار رشته بهترین کارگردانی و بهترین فیلم و بهترین فیلمبرداری و بهترین موسیقی از نهمین جشن مستقل سینمای مستند ایران
- نامزد دریافت سیمرغ بلورین بهترین پوستر از سی و ششمین جشنواره فیلم فجر